# سعد ألطاف
سعد ألطاف (25 ديسمبر 1983 في باكستان - ) هو لاعب كريكت باكستاني.

## وصلات خارجية
- سعد ألطاف على موقع إي آس بي آن كريك إنفو (الإنجليزية)